# Adelges lariciatus
Adelges lariciatus är en insektsart som först beskrevs av Patch 1909.  Adelges lariciatus ingår i släktet Adelges och familjen barrlöss. Inga underarter finns listade i Catalogue of Life.